# Teira dugesii
Teira dugesii е вид влечуго от семейство Гущерови (Lacertidae).

## Разпространение и местообитание
Видът е ендемичен за островите Мадейра в Португалия. Въведен е и неволно на Азорските острови след внасяне от корабоплаването между двата архипелага.
Естествените местообитания на този вид са умерени гори и храсталаци, средиземноморска храстова растителност, скалисти и пясъчни местности и брегове, обработваема земя, пасища, плантации, селски градини и градски райони.

## Описание
Lacerta dugesii достига на дължина до около 8 см, заедно с опашката, която е около 1,7 пъти по-голяма от дължината на тялото му. Оцветяването е променливо и има склонност да съответства на цвета на околната среда на животното, като обикновено е в някакъв нюанс на кафяво или сиво, понякога със зеленикав оттенък. Повечето животни са фино украсени с по-тъмни маркировки.